# Ninh Thanh
Ninh Thanh là một huyện cũ thuộc tỉnh Hải Hưng.
Huyện được thành lập từ ngày 24 tháng 2 năm 1979 trên cơ sở hợp nhất huyện Ninh Giang và huyện Thanh Miện.
Phía Bắc giáp hai huyện Cẩm Bình và Tứ Lộc, phía Nam giáp huyện Quỳnh Phụ của tỉnh Thái Bình và huyện Vĩnh Bảo của thành phố Hải Phòng, phía Đông giáp huyện Tứ Lộc, phía Tây giáp hai huyện Kim Thi và Phù Tiên.
Đơn vị hành chính của huyện Ninh Thanh gồm thị trấn Ninh Giang và 46 xã: An Đức, Cao Thắng, Chi Lăng Bắc, Chi Lăng Nam, Diên Hồng, Đoàn Kết, Đoàn Tùng, Đồng Tâm, Đông Xuyên, Hiệp Lực, Hoàng Hanh, Hồng Dụ, Hồng Đức, Hồng Phong, Hồng Phúc, Hồng Quang, Hồng Thái, Hưng Long, Hùng Sơn, Hưng Thái, Kiến Quốc, Lam Sơn, Lê Bình, Lê Hồng, Nghĩa An, Ngô Quyền, Ngũ Hùng, Ninh Hải, Ninh Hòa, Ninh Thành, Phạm Kha, Quang Hưng, Quyết Thắng, Tân Hương, Tân Phong, Tân Quang, Tân Trào, Thanh Giang, Thanh Tùng, Tiền Phong, Tứ Cường., Ứng Hòe, Văn Giang, Văn Hội, Vạn Phúc, Vĩnh Hòa.
Ngày 27 tháng 1 năm 1996, huyện Ninh Thanh lại được tách trở lại như trước khi hợp nhất, thành 2 huyện Ninh Giang và Thanh Miện:
- Huyện Ninh Giang có 20 đơn vị hành chính trực thuộc, bao gồm 1 trị trấn: Ninh Giang (huyện lỵ) và 19 xã: An Đức, Đồng Tâm, Đông Xuyên, Hiệp Lực, Hồng Dụ, Hồng Đức, Hồng Phong, Hồng Phúc, Hưng Long, Kiến Quốc, Nghĩa An, Ninh Hải, Tân Hương, Tân Phong, Tân Quang, Ứng Hòe, Văn Hội, Vạn Phúc, Vĩnh Hòa.
- Huyện Thanh Miện có 17 đơn vị hành chính trực thuộc, bao gồm 1 thị trấn: Thanh Miện (huyện lỵ) và 16 xã: Cao Thắng, Chi Lăng Bắc, Chi Lăng Nam, Đoàn Kết, Đoàn Tùng, Hồng Phong, Hồng Quang, Lam Sơn, Lê Hồng, Ngô Quyền, Ngũ Hùng, Phạm Kha, Tân Trào, Thanh Giang, Thanh Tùng, Tứ Cường.